# 음경골

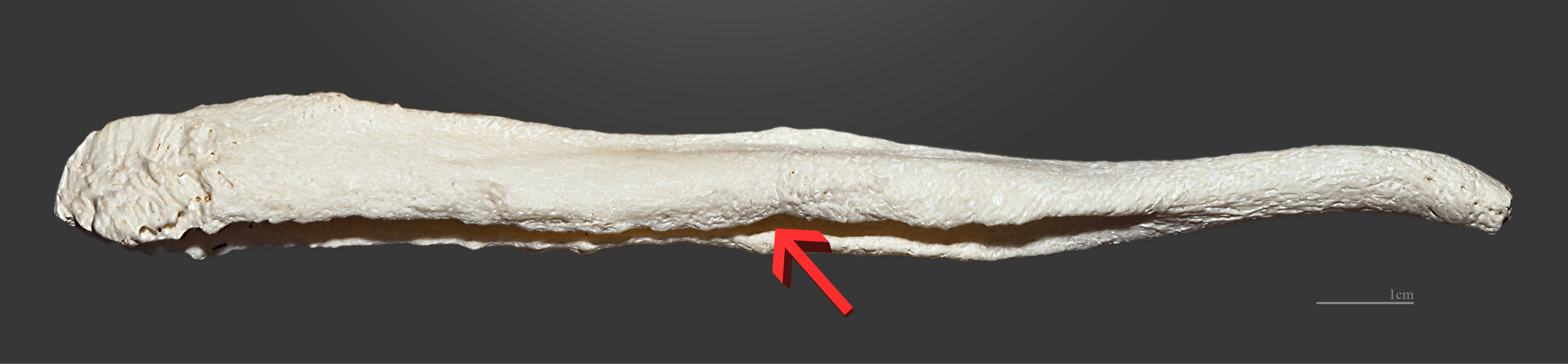
개의 성기의 음경골

음경골(한자: 陰莖骨, 영어: Baculum)은 대부분의 수컷 포유류의 음경에 있는 뼈이다. 인간의 음경에는 없다. 음경의 끝부분에 위치한 연골의 형태를 띠고 있으며 발기를 돕는 기능을 하고 있다. 음경이 부러지는 것을 음경골절이라고 한다.

## 같이 보기
- 음경
- 뼈